# Golden Dross

Golden Dross est un film muet américain sorti en 1914.

## Fiche technique
- Date de sortie :  États-Unis : 16 mai 1914

## Distribution
- Miriam Cooper
- Josephine Crowell
- Courtenay Foote
- Irene Hunt